# 阿霍孫托山 (瓦伊納科塔斯區)
14°42′39″S 72°39′07″W / 14.71083°S 72.65194°W
阿霍孫托山（Aqu Suntu），是秘魯的山峰，位於該國南部阿雷基帕大區，由拉烏尼翁省的瓦伊納科塔斯區負責管轄，屬於萬索山脈的一部分，海拔高度5,081米。